# Cyprus Broadcasting Corporation
Cyprus Broadcasting Corporation o CyBC (en grec, PIK - Ραδιοφωνικό Ίδρυμα Κύπρου, en català, Corporació xipriota de radiodifusió) és el servei de radiodifusió pública de ràdio i televisió a Xipre.
El servei de ràdio va començar el 1953 i el de televisió el 1957. Pertany a la Unió Europea de Radiodifusió des del 1968.

## Cadenes

### Ràdio
- Primera cadena (Α 'Πρόγραμμα): Cadena de ràdio que basa la seva programació en la informació, programació divulgativa i cultural. Transmet a més programes d'història i música nacional. Emet en AM i FM.

- Segona cadena (B 'Πρόγραμμα): Emissora dedicada a les minories lingüístiques de Xipre. Les seves franges horàries estan ocupades per programació realitzada en llengua estrangera, sent les principals en turc i incloent programació en armeni i en anglès. Mentre que els programes en turc serveixen per mantenir comunicació a tota l'illa de Xipre, els programes en anglès són magazins musicals o d'entreteniment.

- Tercera cadena (Γ 'Πρόγραμμα): Basa la seva programació en l'entreteniment i programació generalista, a més de ser una cadena informativa. Es dirigeix tant als residents de l'illa com a la diàspora xipriota en altres països.

- Quarta cadena (Δ 'Πρόγραμμα): Coneguda també com a Ràdio Love, és una cadena musical especialitzada en èxits i novetats.

Aquestes 4 cadenes estan disponibles a través d'Internet i en satèl·lit.

### Televisió
- RIK 1 (PIK ENA): Primera cadena de televisió, presenta una oferta informativa i basa la seva programació en programes de producció pròpia, esdeveniments especials i programes culturals.

- RIK 2 (ΡΙΚ ΔΥΟ): Segona cadena, presenta una oferta basada en l'entreteniment amb l'emissió de la majoria de sèries nord-americanes i gregues, a més de cinema i programació infantil. També emet els informatius d'Euronews.

A més d'aquests 2 canals, hi ha RIK SAT (PIK SAT) com a canal internacional, emetent per als residents a l'estranger i amb programació pròpia dels 2 canals.

## Finançament
La cadena es finança principalment a través d'un cànon televisiu aplicat directament al rebut de la llum.